# ماتياس أوسترازوليك
ماتياس اوسترازوليك (5 يونيو 1990 بوخوم ألمانيا - ) هو لاعب كرة قدم بولندي، يلعب كمدافع.

## روابط خارجية
- ماتياس أوسترازوليك على موقع الاتحاد الأوربي (الإنجليزية)
- ماتياس أوسترازوليك على موقع قاعدة بيانات كرة القدم.إي يو (الإنجليزية)
- ماتياس أوسترازوليك على موقع بيانات كرة القدم. دي إي (الألمانية)
- ماتياس أوسترازوليك على موقع Soccerway.com (الإنجليزية)
- ماتياس أوسترازوليك على موقع عالم كرة القدم.نت (الإنجليزية)
- ماتياس أوسترازوليك على موقع AS.com (الإسبانية)